# Chaetarcturus crosnieri
Chaetarcturus crosnieri är en kräftdjursart som beskrevs av Gary C.B. Poore 1998. Chaetarcturus crosnieri ingår i släktet Chaetarcturus och familjen Antarcturidae. Inga underarter finns listade i Catalogue of Life.